# Озерский сельсовет (Минская область)
Озерский сельсовет — административная единица на территории Узденского района Минской области Беларуси. Административный центр — агрогородок Озеро.

## История
Создан 28 августа 1924 года в составе Самохваловичского района Минского округа. С 18 января 1931 года в составе Койдановского района. 15 марта 1932 года район преобразован в Дзержинский польский национальный район. 29 июня 1932 года район переименован в Дзержинский. 31 июля 1937 года район упразднён, сельсовет вошёл в состав Узденского района. 25 декабря 1962 года в составе Дзержинского района, 30 июля 1966 года — в Узденском районе.
30 октября 2009 года населённые пункты Володьки, Городище, Дегтяное, Дещенка, Корма, Малая Дещенка, Рябиновка, Яченка вошли в состав Дещенского сельсовета.

## Географическое положение
Сельсовет расположен в северо-восточной части Узденского района. Административный центр — в агрогородке Озеро, в 33 км от районного центра города Узда. Земли сельсовета граничат с Минским, Дзержинским, Пуховичским районами.

## Состав
Озерский сельсовет включает 15 населённых пунктов:
- Безмены — деревня.
- Басмановка — деревня.
- Боханы — деревня.
- Дубище — деревня.
- Жмаки — деревня.
- Застаринье — деревня.
- Королёво — деревня.
- Марковцы — деревня.
- Мякоты — деревня.
- Нитиевские — деревня.
- Озеро — агрогородок.
- Ореховка — посёлок.
- Сороковщина — деревня.
- Суковцы — деревня.
- Томашевичи — деревня.

## Население
Население сельсовета согласно переписи 2019 года (15 населённых пунктов) — 2750 человек, из них 89,3 % — белорусы, 8,0 % — русские, 0,9 % — украинцы.

## Производственная сфера
- ПРУП «Экспериментальная база им. Котовского»
- 6 фермерских хозяйств

## Социально-культурная сфера
Медицинское обслуживание: Озерская врачебная амбулатория, фельдшерско-акушерский пункт (д. Королёво)
Образование и воспитание: Средняя государственная общеобразовательная школа в аг. Озеро. Начальная школа в д. Королево. Работает 2 детских сада: в аг. Озеро и в д. Королево
Культурное обслуживание: Озерский Дом культуры, Королевский Дом культуры, две сельские библиотеки в аг. Озеро, д. Королёво.